# Кадіївська вулиця (Київ)
Ка́діївська ву́лиця — вулиця в Деснянському районі міста Києва, селище Биківня. Пролягає від Броварського проспекту до Бобринецької вулиці.
Прилучаються вулиці Миргородська та Путивльська.

## Історія
Вулиця виникла в 1950-ті роки під назвою 838-ма Нова вулиця. Сучасна назва — з 1953 року, на честь міста Кадіївки.